# 清香坪街道
清香坪街道，是中华人民共和国四川省攀枝花市西区下辖的一个乡镇级行政单位。

## 行政区划
清香坪街道下辖以下地区：
梨树坪社区、康家坪社区、杨家坪社区、大水井社区、清香坪路北社区、清香坪路南社区和清香坪蓝湖社区。